# Ronde van Vlaanderen 1927
De 11de editie van de Ronde van Vlaanderen werd verreden op 3 april 1927 over een afstand van 217 km met start en aankomst in Gent. De gemiddelde uursnelheid van de winnaar was 32,630 km/h. Winnaar werd de Belg Gerard Debaets. Van de 96 vertrekkers bereikten er 41 de aankomst. 

## Prijzen en Premies
| Totaal  | 1e   | 2e   | 3e  | 4e  | 5e  | 6e  | 7e  | 8e  | 9e  | 10e |
| ------- | ---- | ---- | --- | --- | --- | --- | --- | --- | --- | --- |
| 6000 fr | 2000 | 1000 | 800 | 600 | 500 | 400 | 300 | 200 | 100 | 100 |

Lijst van premies:
- Hôtel de Bruxelles gaf een premie voor wie het snelste de pisteronde op het einde aflegde: 100 frank
- Piet Pennaerts, gaf een premie voor de oudste rijder die de wedstrijd uitreed: 25 frank
- Voor de renner die net buiten de prijzen viel: 20 frank
- Alfons Fortie van café Sportwereld gaf een premie voor de eerste renner die kon ontsnappen: 25 frank
- Pierre Van de Velde gaf een premie wie het eerst voorbij het huis van Witten Dewalle kwam: 50 frank
- De Neringdoenersbond van Oostende gaf een premie voor de eerste twee renners aan de controlepost in Oostende: 50 frank en 25 frank
- Léon Martin gaf een premie voor wie het eerst voorbij zijn huis op de grote markt van Roeselare: 20 frank
- Alard Verbrugge gaf een premie voor de eerste voorbij zijn huis ook te Roeselare: 25 frank
- Notaris Maurits Tuytens gaf een premie aan de eerste vier renners die bovenkwamen op een bergje in Ingooigem: 50 fr, 25 fr, 15 fr en 10 fr

## Ploegen en deelnemers
| 1  | Wonder       | Denis Verschueren | 28 | Alcyon  | Lode Muller          | 54 | Griffon      | Louis Eelen             | 81                           | J.-B. Louvet                 | Gerard Debaets               |
| 2  | Wonder       | Maurice De Waele  | 29 | Alcyon  | Antoine Lox          | 55 | Griffon      | Emiel Verhaert          | 82                           | J.-B. Louvet                 | Hilaire Hellebaut            |
| 3  | Wonder       | Maurits Van Hyfte | 30 | Alcyon  | Emile Hardy          | 56 | Griffon      | Désiré Louesse          | 83                           | J.-B. Louvet                 | Edouard Thijsman             |
| 4  | Wonder       | Dieudonné Smets   | 31 | Alcyon  | Leon Devos           | 57 | Griffon      | Leander Ghyssels        | 84                           | Cycles M. Buysse             | Henri De Keyser              |
| 5  | Wonder       | Joseph Sicquet    | 32 | Alcyon  | André Leducq         | 58 | Griffon      | Camille Segers          | 85                           | Cycles M. Buysse             | Henri De Jaegher             |
| 6  | Automoto     | Achille Souchard  | 33 | Alcyon  | René Hamel           | 59 | La Française | Hector Durieux          | 86                           | Sellier Cesar                | Félix Sellier                |
| 7  | Automoto     | Georges Leblanc   | 34 | Alcyon  | Jean Lasbordes       | 60 | La Française | Jacques De Graevelynck  | Afzonderlijke/Onafhankelijke | Afzonderlijke/Onafhankelijke | Afzonderlijke/Onafhankelijke |
| 8  | Automoto     | Pierre Vugé       | 35 | Armor   | Jules Matton         | 61 | La Française | August Slegers          | 87                           | Oscar Voet                   | Oscar Voet                   |
| 9  | Automoto     | Lucien Buysse     | 36 | Armor   | Leopold Matton       | 62 | La Française | Ferdinand Goris         | 88                           | G. Van den Berghe            | G. Van den Berghe            |
| 10 | Automoto     | Joseph Van Dam    | 37 | Armor   | Karel Govaert        | 63 | La Française | Maurice Van Laere       | 89                           | P. J. Verhegge               | P. J. Verhegge               |
| 11 | Automoto     | Georges Ronsse    | 38 | Armor   | Florent Vandenberghe | 64 | La Française | Frans Van Aken          | 90                           | Piet Ikelaar                 | Piet Ikelaar                 |
| 12 | Automoto     | Leon Parmentier   | 39 | Labor   | Jan Mertens          | 65 | La Française | Raoul De Groote         | 91                           | Godken                       | Godken                       |
| 13 | Automoto     | Henri Hoevenaers  | 40 | Labor   | Jef Dervaes          | 66 | J.-B. Louvet | Hector Martin           | 92                           | Jules Vandevelde             | Jules Vandevelde             |
| 14 | Automoto     | Alfred Hamerlinck | 41 | Labor   | Louis De Lannoy      | 67 | J.-B. Louvet | Gustaaf Van Slembrouck  | 93                           | J. Laurent                   | J. Laurent                   |
| 15 | Automoto     | Marcel Hesselmans | 42 | Thomann | Maurice Depauw       | 68 | J.-B. Louvet | Camille Van De Casteele | 94                           | Raymond Englebert            | Raymond Englebert            |
| 16 | Christophe   | Auguste Verdyck   | 43 | Thomann | Joseph Wauters       | 69 | J.-B. Louvet | Pé Verhaegen            | 95                           | Jerome Landsheer             | Jerome Landsheer             |
| 17 | Christophe   | Aimé Dossche      | 44 | Peugeot | Gaston Rebry         | 70 | J.-B. Louvet | Auguste Baumans         | 96                           | Florent D'Hondt              | Florent D'Hondt              |
| 18 | Jean Louvet  | Joseph Pé         | 45 | Peugeot | Théo Beeckman        | 71 | J.-B. Louvet | Eugène Greau            | 97                           | Alidor Vervaecke             | Alidor Vervaecke             |
| 19 | Jean Louvet  | Remi Van Impe     | 46 | Peugeot | Georges Brosteaux    | 72 | J.-B. Louvet | Raymond De Corte        | 98                           | Johan Melis                  | Johan Melis                  |
| 20 | Jean Louvet  | Arthur Dewit      | 47 | Peugeot | Alex Maes            | 73 | J.-B. Louvet | Odiel Taillieu          | 99                           | Piet Jansen                  | Piet Jansen                  |
| 21 | Jean Louvet  | André Verbist     | 48 | Peugeot | Charles Meunier      | 74 | J.-B. Louvet | Joseph Hemelsoet        | 100                          | Leopold Boone                | Leopold Boone                |
| 22 | Van Haewaert | Léon Martin       | 49 | Peugeot | Julien Vervaecke     | 75 | J.-B. Louvet | Maurice Geldhof         | 102                          | Basiel Matthys               | Basiel Matthys               |
| 23 | Van Haewaert | Omer De Decker    | 50 | Peugeot | Omer Taverne         | 76 | J.-B. Louvet | Jules De Schepper       | 103                          | Cyriel Omeye                 | Cyriel Omeye                 |
| 24 | Alcyon       | Adelin Benoît     | 51 | Peugeot | Jules Huysmans       | 77 | J.-B. Louvet | August Mortelmans       | 104                          | Adolf Van Bruaene            | Adolf Van Bruaene            |
| 25 | Alcyon       | Jules Delbecque   | 52 | Peugeot | Joseph Rayen         | 78 | J.-B. Louvet | Remi Maes               | 105                          | Armand Van Bruaene           | Armand Van Bruaene           |
| 26 | Alcyon       | Jan Debusschere   | 53 | Peugeot | Pierre Claes         | 79 | J.-B. Louvet | Julien Vuylsteke        |                              |                              |                              |
| 27 | Alcyon       | Alfons Standaert  |    |         |                      | 80 | J.-B. Louvet | Jules Huyvaert          |                              |                              |                              |

## Hellingen
- Tiegemberg
- Kwaremont

## Uitslag
| Rang | Renner                 | Land   | Ploeg          | Tijd     |
| ---- | ---------------------- | ------ | -------------- | -------- |
| 1    | Gerard Debaets         | België | J.B.Louvet     | 7u12'30" |
| 2    | Gustaaf Van Slembrouck | België | J.B.Louvet     | +1'35"   |
| 3    | Maurice De Waele       | België | Wonder         | +2'20"   |
| 4    | Jacques De Graevelynck | België | La française   | z.t.     |
| 5    | Julien Vervaecke       | België | Peugeot-Dunlop | z.t.     |
| 6    | Gaston Rebry           | België | Peugeot-Dunlop | z.t.     |
| 7    | Maurice Depauw         | België | Thomann-Dunlop | +5'55"   |
| 8    | Henri Hoevenaers       | België | Automoto       | +7'30"   |
| 9    | Georges Ronsse         | België | Automoto       | +7'40"   |
| 10   | Leander Ghyssels       | België | Griffon        | +7'50"   |

1913 · 
1914 · 
1915 · 
1916 · 
1917 · 
1918 · 
1919 · 
1920 · 
1921 · 
1922 · 
1923 · 
1924 · 
1925 · 
1926 · 
1927 · 
1928 · 
1929 · 
1930 · 
1931 · 
1932 · 
1933 · 
1934 · 
1935 · 
1936 · 
1937 · 
1938 · 
1939 · 
1940 · 
1941 · 
1942 · 
1943 · 
1944 · 
1945 · 
1946 · 
1947 · 
1948 · 
1949 · 
1950 · 
1951 · 
1952 · 
1953 · 
1954 · 
1955 · 
1956 · 
1957 · 
1958 · 
1959 · 
1960 · 
1961 · 
1962 · 
1963 · 
1964 · 
1965 · 
1966 · 
1967 · 
1968 · 
1969 · 
1970 · 
1971 · 
1972 · 
1973 · 
1974 · 
1975 · 
1976 · 
1977 · 
1978 · 
1979 · 
1980 · 
1981 · 
1982 · 
1983 · 
1984 · 
1985 · 
1986 · 
1987 · 
1988 · 
1989 · 
1990 · 
1991 · 
1992 · 
1993 · 
1994 · 
1995 · 
1996 · 
1997 · 
1998 · 
1999 · 
2000 · 
2001 · 
2002 · 
2003 · 
2004 · 
2005 · 
2006 · 
2007 · 
2008 · 
2009 · 
2010 · 
2011 · 
2012 · 
2013 · 
2014 · 
2015 · 
2016 · 
2017 · 
2018 · 
2019 · 
2020 · 
2021 · 
2022 · 
2023 · 
2024
Lijst van beklimmingen